# Castianeira rugosa
Castianeira rugosa är en spindelart som beskrevs av Denis 1958. Castianeira rugosa ingår i släktet Castianeira och familjen flinkspindlar.
Artens utbredningsområde är Afghanistan. Inga underarter finns listade.